# 通路

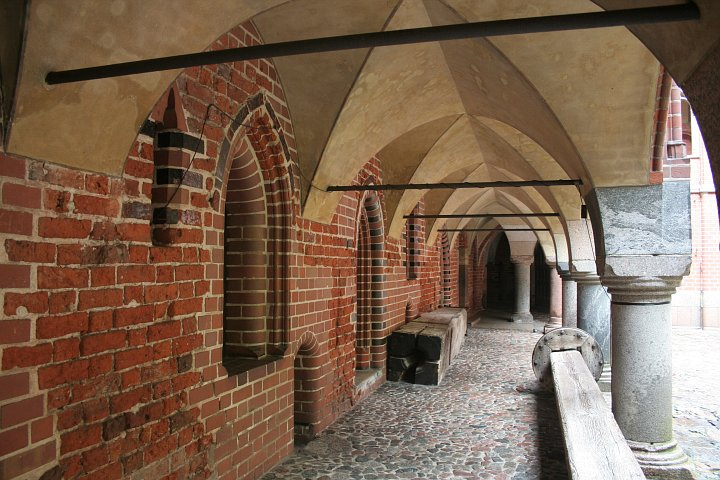
いわゆる「回廊」

通路（）とは、人や物の移動のために設けてある場所を指し、出入りや通行のために往き来ができる道路や、とおりみちのことをいう。

## 概要
通路自体の法的定義は存在せず、場所・利用形態によって認識が異なる場合が多い。一般的には自由に通行することができる道路や公共施設空間のことで、場所・利用形態によって認識が異なる場合が多い。
通路は、人や物が移動する便のために歩いて移動しやすい面をもつ場所で、それらは施設や設備に接続され交通に利用される。徒歩で短時間移動する場所、という位置付けが強い。
都市計画法第11条第1項には、都市施設のうち建築物等に付帯する施設として通路が挙げられている。
また、国土交通省の定める都市計画運用指針には、「通路の計画に当たっては、他の道路における歩道等と連携し歩行者のネットワークを形成するよう配置することとし、歩行者の交通量や歩行者の溜まりの空間を考慮し、その規模を定めることが望ましい。また快適な通行の用に供し、良好な都市環境、都市景観の形成を図るため緑化や憩いの空間に配慮して計画を定めることが望ましい。特に、建築物との複合的な空間となる場合においては、立体都市計画制度を活用することが望ましい。」と示されている。

## 様々な通路

### 屋外
通常、通路とされる場所は道路法に基づく道路としての歩車道のほか、道路法の通用を受けない里道（いわゆる赤道）農道も対象になるうえ、これら以外の通行を目的に設置する歩道状の場所も含まれる。地方公共団体の管理する通路の場合、設置及び管理を定める法令は存在しないため、個別に条例等で定めることとなる。

#### 車両用の通路
歩道と対比して、もっぱら車両が通行する部分を「自動車通路」、あるいはさらに限定して「バス通路」などと称することがある。

### 建物内
建物の内部に於ける通路は廊下と呼ばれる移動のための部屋の様式があるが、回廊やテラスのような半戸外の様式も見られ、これらは様々な機能を持つ各々の部屋を連結する。

#### 店内
スーパーマーケットやコンビニエンスストア・ディスカウントストア・量販店（家電量販店など）では店内の通路はセルフサービス形式の顧客が利用する場であると同時に、店員が商品を補充するための場でもある。またこれらではショッピングカートが移動する場ともなるため、商品棚の間は比較的余裕も持って空けられ、カートの対面移動や商品補充中の店員が顧客の邪魔にならないような広めの空間となっている。

### 駅構内
日本の多くの鉄道駅のように鉄道利用者が改札口を通る場合、改札口の外側の通路と内側の通路が区分されている。

#### 自由通路
自由通路は、鉄道駅の構内を横断する通路のうち、鉄道利用者に限らない歩行者や自転車が通行する通路である。改札口を通った鉄道利用者が利用する改札内通路と対比される。国や地方公共団体管理の部分（道路法上の道路や広場）と、鉄道事業者管理の部分（建物の一部）がある。跨線橋と同様に鉄道の上にある場合と、地下道として鉄道の下にある場合、および地上の通路として、高架の鉄道の下にある場合がある。橋上駅や地下駅の一環として改札口がついている場合も多いが、単に鉄道敷地を横切るもので、改札口と接していない場合もある。

### 乗り物内

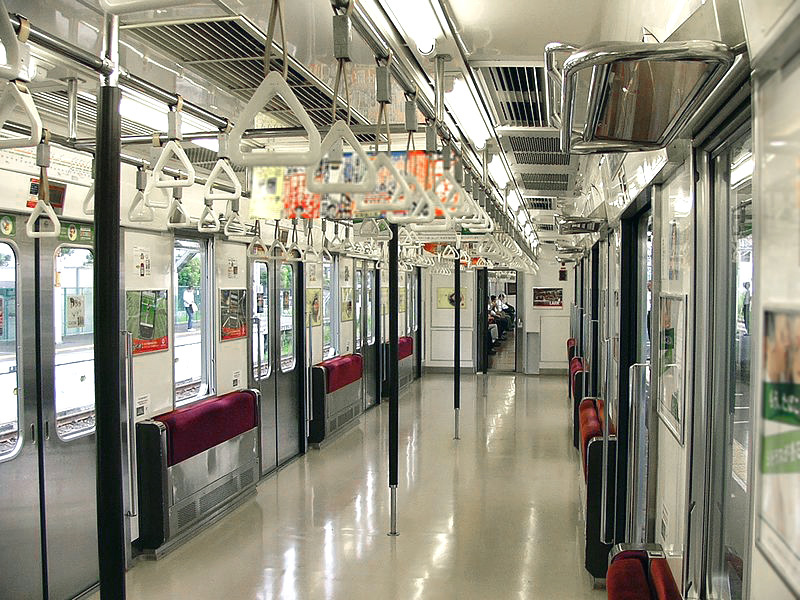
過去に山手線で使われていた、椅子が収納式で床が全面通路となる205系6扉車内

乗り物の内部では、座席と出入り口を結ぶ部分が通路である。例えば鉄道の旅客車では各車両内の座席の中央、またはコンパートメントの脇を通路が貫通し、旅客はこの通路を通って各々の座席に移動する。なおそれら乗り物では、通路も乗り物の内部であるため、座席が満席で利用できない場合などでは便宜的に利用者が立って乗る場所にもなるが、通勤形電車では限られる座席数から、敢えて座席を減らして通路を広めに取り、大量輸送に対応している。

### 航路
海上交通安全法においては、航路をある基準にのっとった船舶の通路としている。

### 航空路
航空法においては、航空路をある基準にのっとった空中の通路としている。

## バージンロードについて
結婚式におけるバージンロードは、いわゆる通路ではない。これはそこを通れる者が限られるためである。これに関しては、あるホテルで開催された結婚式でバージンロードのカーペットを横切ろうとして転倒・骨折した高齢女性がホテルを相手取って起こした裁判で、2005年11月30日に仙台地方裁判所の中丸隆裁判官は、バージンロードは余人が踏むべきではない神聖なものであり「踏まないように注意することが求められている」という判断を示し、主婦にも部分的な過失を認めている。